# Lysandra costajuncta
Lysandra costajuncta är en fjärilsart som beskrevs av Tutt 1909. Lysandra costajuncta ingår i släktet Lysandra och familjen juvelvingar. Inga underarter finns listade i Catalogue of Life.